# Amphicnemis dentifer
Amphicnemis dentifer là một loài chuồn chuồn kim trong họ Coenagrionidae.
Amphicnemis dentifer được miêu tả khoa học năm 1939 bởi Needham & Gyger.